# Andrey Gustavo dos Santos
Andrey Gustavo dos Santos (* 23. September 1974) ist ein ehemaliger brasilianischer Fußballspieler.

## Karriere
Der gebürtige Brasilianer kam 1990 im Alter von 15 Jahren nach Japan. Er spielte von 1990 bis 1992 in der Schulmannschaft der Shibuya Makuhari Highschool. 1993 unterschrieb er seinen ersten Profivertrag bei Sanfrecce Hiroshima. Sein Erstligadebüt für den Verein aus Hiroshima gab Andrey am 19. März 1994 (3. Spieltag) im Heimspiel gegen Yokohama Flügels. Bei dem 2:1-Erfolg wurde er in der 88. Minute für Noh Jung-yoon eingewechselt. 1994 wurde er mit dem Verein Vizemeister der J1 League. Danach spielte er bei FC Hard. 